# Jazz ist anders (альбом)
Jazz ist anders (с нем. - "Джаз - это другое") — одиннадцатый студийный альбом немецкой панк-группы Die Ärzte, вышедший осенью 2007 года. Альбом семь недель находился на первом месте в немецком чарте, продержавшись в сотне полтора года и стал дважды платиновым. В 2008 году альбом был отмечен премией World Music Awards, как самый продаваемый альбом в Германии.

## Об альбоме
После выхода предыдущего студийного альбома "Geräusch" группа взяла небольшую паузу, с целью отдохнуть и заняться сольным творчеством. Пауза вышла плодотворной: Фарин Урлауб выпустил в 2005 году свой сольный альбом "Am Ende der Sonne", а годом позже вышел концертный альбом "Livealbum of Death"; Бела Б. выпустил сольную пластинку "Bingo" в 2006-м, а Род стал участником панк-группы Abwärts.
Впервые с 1984 года (альбом "Debil"), группа самостоятельно занялась продюсированием альбома, вплоть до того, что фотографии для буклета были сделаны с помощью автоспуска без привлечения фотографа. К альбому были выпущены четыре сингла: "Junge" (#1 место в немецком чарте), "Lied Vom Scheitern" (#7), "Lasse redn" (#6) и "PerfectHimmelblauBreit" (#26, тройной сингл, где каждая песня является заглавной).
Незадолго до выхода альбома, группа провела традиционную для себя комичную акцию, заявив на официальном сайте, что название коллектива будет изменено на "DIE KÖCHE" (нем. Повара), а новый альбом "Jazz isst anders" (нем. - Джаз ест другое) будет полностью посвящён теме еды и кулинарии.
Выход альбома сопровождался двумя турами: «Es wird eng» прошёл в ноябре-декабре 2007 года, а следом «Jazzfäst» с мая по август 2008-го, первый концерт которого состоялся в России, московском клубе "Apelsin".

## Издание
С релизом Jazz ist Anders группа, ранее отличавшаяся альбомами, упакованными в плюшевые сумки и в металлические боксы со сменными обложками, превзошла сама себя по части оригинальности упаковки. Издание альбома стилизовано под коробку от пиццы с изображённым на ней пиццайоло, а графика на дисках и пластинках выполнена в виде пиццы с разнообразной начинкой. В комплект каждого издания входит буклет с текстами песен и фотографиями, а также бонусный мини-диск с 3 песнями (+ 1 скрытый трек) с изображением томата в разрезе или вкладыш в виде жёлтого стручкового перца с кодом для загрузки данных треков из интернета.

## Список композиций
1. Himmelblau (Farin Urlaub) — 3:16
2. Lied vom Scheitern (Bela B.) — 3:29
3. Breit (Rodrigo González/Rodrigo González, Farin Urlaub) — 3:14
4. Lasse redn (Farin Urlaub) — 2:49
5. Die ewige Maitresse (Rodrigo González/Bela B.) — 2:24
6. Junge (Farin Urlaub) — 3:07
7. Nur einen Küss (Farin Urlaub) — 4:25
8. Perfekt (Bela B.) — 2:35
9. Heulerei (Farin Urlaub) — 2:13
10. Licht am Ende des Sarges (Bela B.) — 2:47
11. Niedliches Liebeslied (Rodrigo González/Bela B.) — 3:40
12. Deine Freundin (wäre mir zu anstrengend) (Farin Urlaub) — 2:12
13. Allein (Farin Urlaub) — 3:50
14. Tu das nicht (Bela B.) — 3:52
15. Living Hell (Farin Urlaub) — 3:41
16. Vorbei ist vorbei (Farin Urlaub) — 3:04

### Bonus-EP
1. Wir sind die Besten (Farin Urlaub) — 2:29
2. Wir waren die Besten (Bela B.) — 4:14
3. Wir sind die Lustigsten (Rodrigo González) — 4:35
4. Nimm es wie ein Mann (a.k.a. Kurt Cobain) (Rodrigo Gonzalez/Bela B.) — 1:57 (скрытый трек)

### Сингл — "Junge"
1. Junge
2. Das Schönste Lied Der Welt
3. Tut Mir Leid
4. Junge (Video Ohne Altersbeschränkung)

### Сингл — "Lied vom Scheitern"
1. Lied Vom Scheitern
2. Nichts Gesehen
3. Das Schönste Lied Der Welt (Economy-Version)
4. Wir Sind Die Besten (Economy-Version)
5. Lied Vom Scheitern (Video)

### Сингл — "Lasse redn"
1. Lasse Redn
2. Komm Zu Papa
3. Nichts Gesehen (Economy-Version)
4. Wir Waren Die Besten (Economy-Version)
5. Lasse Redn (Video)

### Сингл — "HimmelblauPerfectBreit"
1. Himmelblau
2. Perfekt
3. Breit
4. HimmelblauPerfektBreit (Flashgame with Video)

## Jazz ist anders (Economy)
Jazz ist anders (Economy) — альтернативная и упрощённая версия студийного альбома "Jazz ist anders", выпущенная 14 ноября 2007 года на лейбле Hot Action Records в поддержку к концертным турам "Es Wird Eng" и «Jazzfäst», изначально продавалась только на концертах за 7 евро. Релиз содержит записанные вживую оригинальные треки альбома, с альтернативными текстами и аранжировками, а также комичными диалогами посреди песен. Буклет и упаковка релиза были минимизированы до версии «экономкласса»: обложка стилизована под детский рисунок, на самом диске изображена основа для пиццы без начинки, буклет также сделан нарочито небрежно. Некоторые песни с этой пластинки были использованы как би-сайды к синглам "Jazz ist anders".
Название, идея и исполнение альбома "Jazz ist anders Economy" появились благодаря работе берлинского художника Филиппа Тэгерта, который создал популярный комикс про двух свиней "Didi & Stulle", первый том которого был выпущен в двух вариантах. Второй вариант, получивший название "Didi & Stulle einen drin economy", был напечатан на плохой бумаге, в чёрно-белом исполнении, с изменёнными, в худшую сторону, текстом и графикой.
5 декабря 2007 года на концерте в Цюрихе группа призвала своих поклонников не голосовать на предстоящих выборах за Кристофа Блохера, пообещав взамен выложить в интернет эконом-версию альбома в свободный доступ на территории Швейцарии, что и было сделано группой через некоторое время. В дальнейшем эконом-версия появлялась в продаже в официальном интернет-магазине.

### Список композиций (согласно буклету)
1. Himmelblau (Farin Urlaub) — 3:28
2. Lied vom Scheitern (Bela B.) — 3:44
3. Breit (Rodrigo González/Rodrigo González, Farin Urlaub) — 1:49
4. Lasse redn (Farin Urlaub) — 3:14
5. Die ewige Maitresse (Rodrigo González/Bela B.) — 2:47
6. Junge (Farin Urlaub) — 3:09
7. Nur einen Küss (Farin Urlaub) — 2:41
8. Perfekt (Bela B.) — 2:50
9. Heulerei (Farin Urlaub) — 2:22
10. Licht am Ende des Sarges (Bela B.) — 3:05
11. Niedliches Liebeslied (Rodrigo González/Bela B.) — 2:16
12. Deine Freundin (wäre mir zu anstrengend) (Farin Urlaub) — 2:24
13. Allein (Farin Urlaub) — 3:29
14. Tu das nicht (Bela B.) — 2:29
15. Living Hell (Farin Urlaub) — 5:05
16. Vorbei ist vorbei (Farin Urlaub) — 1:29 
  1. (Silence) — 1:33
  2. Was Hat Der Junge Doch Für Nerven — 0:43 (скрытый трек)

### Список композиций (согласноCD-тексту)
1. Himmelbett
2. +++ AUSNAHMEZUSTAND AUSGERUFEN +++ EIN VIRUS VERBREITET SICH UEBER MITTELEUROPA +++ MEIDEN SIE DEN KONTAKT ZU ANDEREN MENSCHEN +++ TRINKWASSER VERUNREINIGT
3. Brei
4. Penis Enlargement***CHEAP Vigara***Buy stocks now!!***
5. Mutti anrufen
6. und STÄNDIK diser Lerm- willst du daswi r scht erm m m?
7. Nur einen Gruss
8. Detroit Rock City
9. Auf der A7 kommt Ihnen ein Kinderwagen entgegen.
10. 010111001101 00001010101 0101 01 010 1010111 011101 01101011010110101010
11. Hallo! Ich bin dein CD-Player. Diese Musik ist grausam, bitte ausmachen - danke.
12. I can't get no Satisfaction
13. Dolannes Melodie
14. 4:53
15. Trockenschütteln
16. Wir lösen uns auf, aber PSSST!!!